# Okresní soud v Ústí nad Orlicí
Okresní soud v Ústí nad Orlicí je okresní soud se sídlem v Ústí nad Orlicí, jehož odvolacím soudem je Krajský soud v Hradci Králové – pobočka v Pardubicích. Soud se nachází v budově s bezbariérovým přístupem na rohu ulic Zahradní a Husova a rozhoduje jako soud prvního stupně ve všech trestních a civilních věcech, ledaže jde o specializovanou agendu (nejzávažnější trestné činy, insolvenční řízení, spory ve věcech obchodních korporací, hospodářské soutěže, duševního vlastnictví apod.), která je svěřena krajskému soudu.

## Soudní obvod
Obvod Okresního soudu v Ústí nad Orlicí se zcela neshoduje s okresem Ústí nad Orlicí, patří do něj území těchto obcí:
Albrechtice •
Anenská Studánka •
Běstovice •
Bošín •
Brandýs nad Orlicí •
Bučina •
Bystřec •
Cotkytle •
Čenkovice •
Červená Voda •
Česká Rybná •
Česká Třebová •
České Heřmanice •
České Libchavy •
České Petrovice •
Damníkov •
Dlouhá Třebová •
Dlouhoňovice •
Dobříkov •
Dolní Čermná •
Dolní Dobrouč •
Dolní Morava •
Džbánov •
Hejnice •
Helvíkovice •
Hnátnice •
Horní Čermná •
Horní Heřmanice •
Horní Třešňovec •
Hrádek •
Hrušová •
Choceň •
Jablonné nad Orlicí •
Jamné nad Orlicí •
Javorník •
Jehnědí •
Kameničná •
Klášterec nad Orlicí •
Koldín •
Kosořín •
Králíky •
Krasíkov •
Kunvald •
Lanškroun •
Letohrad •
Libecina •
Libchavy •
Lichkov •
Líšnice •
Lubník •
Lukavice •
Luková •
Mistrovice •
Mladkov •
Mostek •
Nasavrky •
Nekoř •
Němčice •
Orlické Podhůří •
Orličky •
Ostrov •
Oucmanice •
Pastviny •
Petrovice •
Písečná •
Plchovice •
Podlesí •
Přívrat •
Pustina •
Rudoltice •
Rybník •
Řetová •
Řetůvka •
Sázava •
Seč •
Semanín •
Skořenice •
Slatina •
Sloupnice •
Sobkovice •
Sopotnice •
Sruby •
Strážná •
Studené •
Sudislav nad Orlicí •
Sudslava •
Svatý Jiří •
Šedivec •
Tatenice •
Těchonín •
Tisová •
Trpík •
Třebovice •
Újezd u Chocně •
Ústí nad Orlicí •
Velká Skrovnice •
Verměřovice •
Vlčkov •
Voděrady •
Vraclav •
Vračovice-Orlov •
Výprachtice •
Vysoké Mýto •
Zádolí •
Záchlumí •
Zálší •
Zámrsk •
Zářecká Lhota •
Žamberk •
Žampach •
Žichlínek